# The Love of Siam
Rak Haeng Sayam (รักแห่งสยาม; em inglês: The Love of Siam) é um filme tailandês de 2007 dos gêneros romance e drama com temática gay. O filme foi escrito e dirigido por Chookiat Sakveerakul. A história baseia-se em um drama familiar e um romance gay entre dois adolescentes.
O filme foi lançado na Tailândia em 22 de novembro de 2007.
Nas primeiras promoções publicitárias do filme, não foi divulgado que a temática seria gay, o filme foi recebido com aclamação da crítica e provou ser bem sucedido financeiramente. Ele dominou a temporada de premiações na Tailândia em 2007, vencendo a categoria de Melhor Filme em quase todos os grandes eventos de cinema do país.

## Elenco
- Sinjai Plengpanich como Sunee
- Songsit Roongnophakunsri como Korn
- Chermarn Boonyasak como Tang/June
- Mario Maurer como Tong
- Witwisit Hiranyawongkul como Mew
- Kanya Rattanapetch como Ying

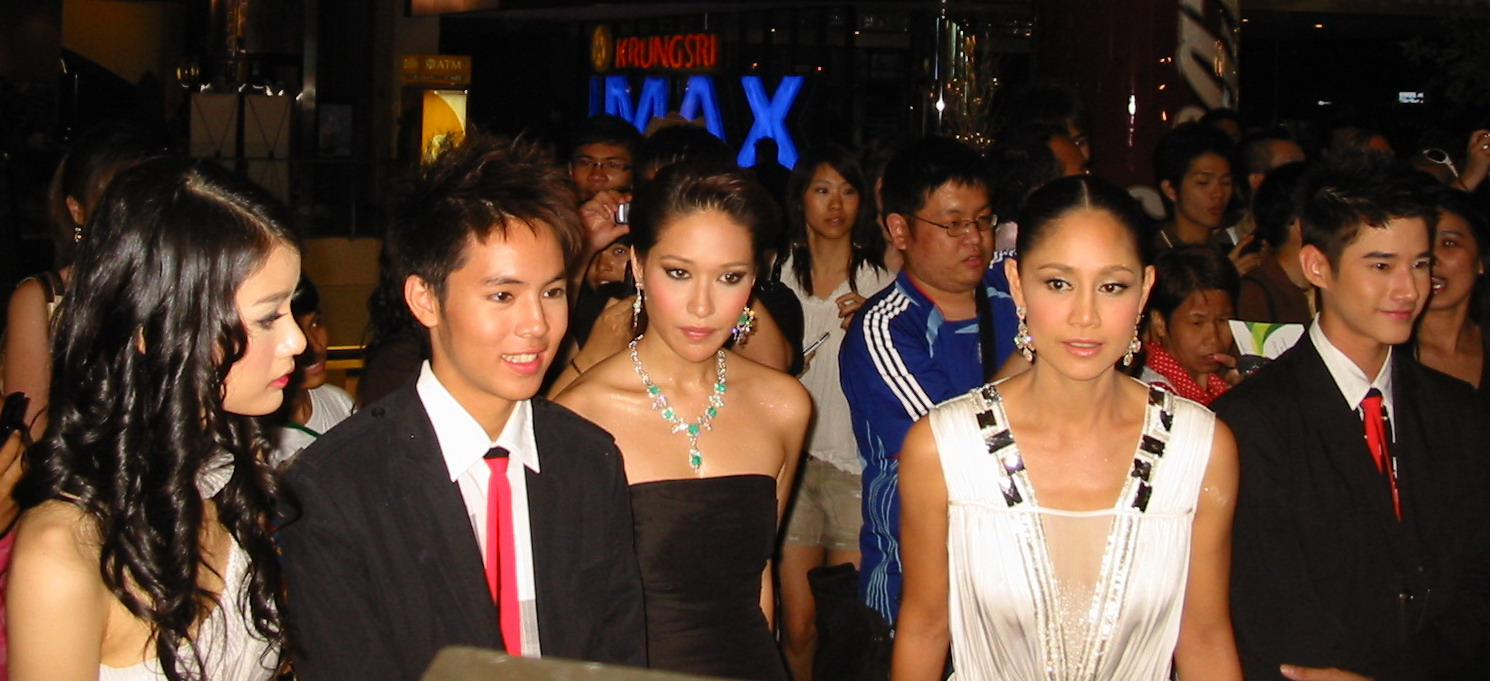
da esquerda para direita: Aticha Pongsilpipat, Witwisit Hiranyawongkul, Chermarn Boonyasak, Sinjai Plengpanich e Mario Maurer

- Chanidapa Pongsilpipat (Aticha Pongsilpipat) como Donut
- Jirayu La-ongmanee como jovem Tong
- Artit Niyomkul como jovem Mew
- Pimpan Buranapim como Avó de Mew
- Angelo Bondoc como Amigo de Tang/June

## Produção
O filme foi rodado pela primeira vez em 26 de dezembro de 2006, aproveitando as luzes e decorações de Natal da Praça Siam e arredores.
Rak Haeng Sayam é incomum entre os filmes tailandeses em muitos aspectos. Primeiro, com 150 minutos, o filme é notavelmente mais longo do que a maioria dos outros filmes tailandeses, e segundo, é um filme de drama, o que é raro na indústria tailandesa, que produz principalmente filmes de terror, comédia, ação e romance adolescente (heterossexual). O diretor Sakveerakul disse que sentiu que o tempo de execução mais longo era necessário para desenvolver mais completamente todos os personagens e a história. Ele recebeu total apoio para esta decisão do produtor Prachya Pinkaew e da produtora, Sahamongkol Film International. "Eles gostaram do primeiro corte, que era ainda mais longo, então não precisei convencê-los tanto. Sinto que cada minuto do filme é importante, e estou feliz que o público poderá vê-lo na íntegra", disse Chookiat em uma entrevista antes do lançamento do filme. Um "corte do diretor" de quase três horas foi lançado em janeiro de 2008 exclusivamente no cinema House RCA, e foi exibido por várias semanas de shows esgotados.
O filme foi uma mudança para Chookiat, que já havia dirigido o filme de terror Pisaj e o suspense psicológico 13 game sayawng.
O romance gay também era incomum, pois envolvia dois garotos "héteros". Na maioria dos filmes tailandeses com personagens gays, os homens gays são grosseiramente retratados como mulheres trans ou travestis com efeminação exagerada.
Os jovens atores que interpretaram Mew e Tong tiveram dificuldades com a cena do beijo. Mario Maurer, que interpretou Tong, estava nervoso com o papel. "Eu nunca beijei um homem e beijar não é algo que você faz todo dia", ele disse em uma entrevista. "Meu pai disse que era apenas um trabalho e para não pensar muito sobre isso."
Witwisit Hiranyawongkul, que interpreta Mew, aceitou o papel porque era desafiador e porque estava interessado em trabalhar com o diretor, que era um colega sênior no Montfort College em Chiang Mai.

## Recepção

### Controvérsia de marketing e resposta do público

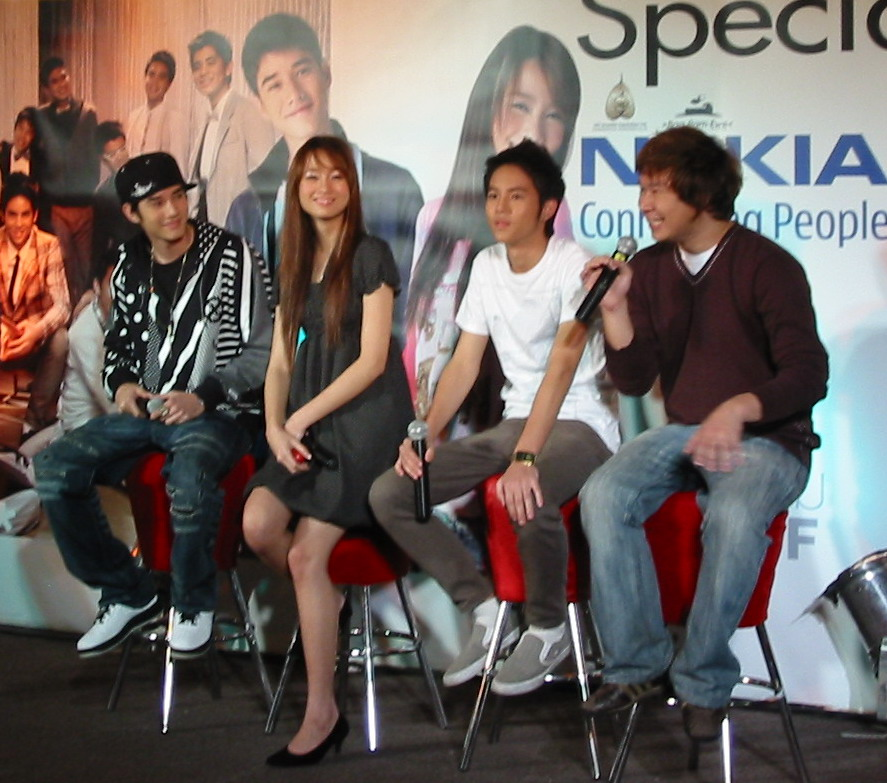
Da esquerda para a direita - Mario Maurer, Kanya Rattanapetch, Witwisit Hiranyawongkul e Chookiat Sakveerakul.

Comercializado como um romance adolescente típico entre meninos e meninas, o aspecto gay da história de amor foi controverso. Fóruns da web em língua tailandesa foram postados com mensagens de apoio, bem como acusações de espectadores de que foram enganados para assistir a "um filme gay". O escritor/diretor Chookiat Sakveerakul admitiu que o filme foi comercializado nos pôsteres e nas prévias do filme como um romance heterossexual porque ele queria que atingisse um público mais amplo.
"O filme não é todo sobre personagens gays, não estamos focando em questões gays, não estamos dizendo, 'vamos sair do armário', então, obviamente, não queremos que o filme tenha um rótulo 'gay'", disse ele em uma entrevista. Mas o diretor confirmou a reação mista do público. "Fui incógnito a um cinema e observei o público. Não esperava uma reação tão forte. Talvez eu estivesse muito otimista de que a homofobia na sociedade tailandesa havia diminuído."

### Desempenho comercial
Rak Haeng Sayam foi lançado nos cinemas tailandeses em 22 de novembro de 2007, estreando em 146 telas. Foi o filme nº 1 nas bilheterias tailandesas naquele fim de semana, superando o filme nº 1 anterior, Beowulf. Ele caiu para o nº 2 no fim de semana seguinte, desbancado pelo filme de comédia, Ponglang Amazing Theater. Na terceira semana de lançamento, caiu para o nº 5, com uma bilheteria até o momento de US$ 1.198.637. Ele arrecadou um total de US$ 1.305.125 até o momento.
O filme foi lançado oficialmente em Taiwan em 19 de setembro de 2008, no Japão em 20 de maio de 2009 e em Singapura em 16 de julho de 2009. Alcançou a 12ª posição nas bilheterias de Taiwan na semana de estreia.

### Resposta crítica
Rak Haeng Sayam foi recebido com aclamação da crítica após seu lançamento. O crítico de cinema do Bangkok Post Kong Rithdee, chamou o filme de "inovador", em termos de ser o primeiro filme tailandês "a discutir a sexualidade dos adolescentes com franqueza". Ele elogiou os aspectos maduros e realistas do drama familiar do filme, bem como as performances sólidas, particularmente de Sinjai Plengpanich como a mãe Sunee.
Outro comentarista do Bangkok Post, Nattakorn Devakula, disse que o filme continha lições importantes para a sociedade tailandesa. "O ponto que o filme tenta ensinar aos espectadores – e a uma sociedade tailandesa amplamente conservadora – é que o amor é uma forma evoluída de apego emocional que transcende a atração sexual da forma física." Um crítico do The Nation chamou o filme de "brilhantemente concebido".
Alguns críticos criticaram o filme, entre eles Gregoire Glachant da revista BK, que comentou que "Rak Haeng Sayam não é um filme muito bem filmado. A câmera de Chookiat apenas registra sua peça monótona com ângulos e luz igualmente monótonos enquanto ele vagueia de casas para escolas, para estúdios de gravação e para a Praça Siam sem senso de propósito ou direção."

## Adaptação
Em 26 de novembro de 2024, foi anunciado que Rak Haeng Sayam será adaptado para uma peça teatral sob o nome The Love of Siam: The Musical, que é uma colaboração entre o Studio Commuan de Chookiat e a GMMTV, com estreia prevista para 2025.